# Манастир Свети Роман
Манастир Свети Роман је манастир Српске православне цркве из 9. века, у епархији нишкој, близу Ражња. На основу одређених истраживања сматра се да манастир Свети Роман спада у најстарије манастире на просторима Србије, будући да је подигнут пре Немањића. Представља непокретно културно добро као споменик културе од великог значаја.

## Положај манастира
Манастир се налази у општини Ражањ, на десној обали Јужне Мораве. Поред манастира пролази пут који спаја Ражањ и Крушевац. Најближе веће насеље је село Прасковче. Taкође у самој близини манастира налази се и село Ђунис.

## Историјат
Манастир припада малобројној групи манастира који су подигнути пре Немањића. Свети Роман је дошао 888. године на овим просторима. У хрисовуљи (врста декрета) цара Василија II 1011. године манастир се помиње први пут. Прво званично помињање је из 1498. године.
Манастир је познат по томе што је ту као монах живео Роман Синаит, који је касније проглашен за светитеља, па је манастир по њему и добио име. О његовом животу се мало зна. Постоје две претпоставке о његовом животу. Прва је да је он био један од Синајских монаха, који су у време кнеза Лазара дошли у Србију са Синаја и Свете Горе и настанили се широм средњевековне Србије. По другом мишљењу, свети Роман је био ученик светог Климента Охридског и да је заједно са Прохором Пчињским, Јованом Рилским, Јоакимом Осоговским и Гаврилом Лесновским дошао на просторе данашње Србије из Охрида, да на словенском језику проповеда хришћанство локалном словенском становништву. Његове свете мошти и данас се чувају у манастирској Цркви Гроб Светог Романа Синаита са моштима и данас се налази у манастиру. Он се поштује као чудотворац и исцелитељ. Монаси синаити су следбеници солунског чудотворца Григорија Паламе који су прихватили његово учење и у Србију су дошли за време кнеза Лазара.
Данашњу манастирску цркву подигао је управник ергеле кнеза Лазара на старим темељима. Обновио га је Ђорђе Пиле 1795. године у знак захвалности за сопствено излечење у њему, а након што је од султана за 300 гроша измолио ферман за обнову. Живопис је из 1795. године и сачуван је у певницама и поткуполама. Сматра се да испод слоја креча има још старијих фрески. Нови живопис је урађен 1831. године.
Овде се налазила болница манастира Свети Роман.

## Пуковник Рајевски
У кругу манастира налази се обележје и првобитни гроб Николаја Рајевског који је погинуо  1876, као добровољац у Српско-турском рату. Његово тело сахрањено је у порти манастира, а одатле је после неколико дана пренето у Београд, а касније у Русију где је сахрањен уз све војне почасти.
Пуковник Рајевски је био инспирација Толстоју за лик Грофа Вронског у роману Ана Карењина.
Занимљивост везана за манастир током српско-турског рата 1876-1878 је да је једна турска граната испаљена са Ђуниског виса погодила јужни зид манастриске цркве, где су смештене мошти Светог Романа, а да није експлодирала, и да је то место са истом гранатом испражњеном од експлозива и данас видљиво.

## Манастир данас
Манастир је у добром стању и живећи. Од 1960. године је женски манастир и о њему брину монахиње. У оквиру манастира налази се производни програм где се израђују производи за опремање свештенства и православних храмова.
Од 4. августа 2012. године опет је мушки манастир по благослову владике нишког господина Јована.